# Lisowicia
Lisowicia este un gen dispărut de dicinodont care a trăit în zona unde astăzi este Polonia, în timpul Triasicului târziu. Având mărimea unui elefant și cântărind aproximativ 9 tone, a fost cel mai mare tetrapod nondinozaur cunoscut din Triasic și cel mai tânăr membru al grupului.
Genul a fost numit după satul Lisowice, Silezia, din sudul Poloniei, unde a fost găsit singurul specimen cunoscut, iar numele specific bojani dat în onoarea lui Ludwig Heinrich Bojanus (1776-1827), un medic și naturalist german care a făcut o lucrare de pionierat în domeniul anatomiei comparative și paleontologie.